# Communauté de communes du canton de Clelles
La communauté de communes du canton de Clelles était une communauté de communes française, située dans le département de l'Isère et la région Rhône-Alpes.
Depuis le 1er janvier 2012, elle a rejoint la Communauté de communes du Trièves.

## Composition
La communauté de communes regroupait 8 communes :
| Nom                      | Code Insee | Gentilé           | Superficie (km2) | Population (dernière pop. légale) | Densité (hab./km2) |
| ------------------------ | ---------- | ----------------- | ---------------- | --------------------------------- | ------------------ |
| Clelles (siège)          | 38113      | Clellois          | 20,88            | 582 (2014)                        | 28                 |
| Chichilianne             | 38103      | Chichiliannais    | 62,48            | 274 (2014)                        | 4,4                |
| Lalley                   | 38204      | Lalleysiens       | 23,65            | 208 (2014)                        | 8,8                |
| Monestier-du-Percy       | 38243      | Moneterous        | 14,99            | 247 (2014)                        | 16                 |
| Le Percy                 | 38301      | Percyais          | 15,93            | 161 (2014)                        | 10                 |
| Saint-Martin-de-Clelles  | 38419      | Saint-Martinois   | 14,72            | 180 (2014)                        | 12                 |
| Saint-Maurice-en-Trièves | 38424      | Lou San Maurizous | 12,94            | 159 (2014)                        | 12                 |
| Saint-Michel-les-Portes  | 38429      | Portillons        | 20,59            | 263 (2014)                        | 13                 |